# Гипертимезия
Гипертимезия, гипертиместический синдром — способность личности помнить и воспроизводить предельно высокое количество информации о её собственной жизни, исключительная автобиографическая память. Статус данного термина в медицинской терминологии в настоящее время неясен: в различных источниках он употребляется попеременно с понятием «гипермнезия».

## Общая информация
Термин «гипертимезия» был впервые использован в статье Э. Паркер, Л. Кэхилл, П. Тиджера и Дж. Макгоу «Случай необычного автобиографического запоминания» (Нейрокейс, 2006). Авторы указали на такие определяющие характеристики данного нарушения памяти, как «1) личность проводит ненормально много времени в размышлениях о её собственном прошлом, и 2) личность характеризуется исключительной способностью вызывать в памяти определённые события её собственного прошлого». Было отмечено, что пациенты с гипертимезией могут вспомнить со всей точностью любой момент каждого дня своей жизни и описывают подобные воспоминания как неконтролируемые бессознательные ассоциации, возникающие, к примеру, при виде определённой даты в тексте. Исследователи также сочли необходимым предупредить о необходимости отличать гипертимезию от иных, преимущественно не патологических случаев исключительной памяти, связанных с применением разнообразных мнемонических методик.

## Распространенность и этимология
Считается, что по состоянию на 2011 год было выявлено и достоверно описано 20 случаев гипертимезии. По состоянию на 2014 год группа Джеймса Макгоу выявила около 50 людей с гипертимезией среди авторов нескольких сотен обращений. Первым пациентом с таким диагнозом считается женщина под условным псевдонимом AJ (настоящее имя Джилл Прайс), которая весной в 2000 году обратилась к Дж. Макгоу с электронным письмом, рассказывающим о её способности помнить каждый день своей жизни, начиная с 11-летнего возраста. Послание Джилл Прайс гласило:

«Я сижу, пытаясь разобраться с чего начать, как объяснить причину моего письма … Я лишь надеюсь, что вы сможете мне как-нибудь помочь. Сейчас мне 34 года, с 11 лет у меня появилась необыкновенная способность вспоминать своё прошлое… Я могу выбрать любую дату начиная с 1976 г. и подробно рассказать, какой это был день, что я тогда делала, что произошло важного. При этом я не смотрю на календарь и не читаю журналов 24-летней давности»

Вероятные причины, которые могут вызывать гипертимезию, условно подразделяются на две группы: психологические и биологические. Гипотезы первого рода высказывались самими авторами; исследователи предположили, что механизм данного нарушения памяти является по своей природе семантическим. Другие специалисты, однако, обратили внимание на ряд характерных результатов, полученных посредством магнитно-резонансной томографии пациентки AJ; в частности, было отмечено, что височная доля и хвостатое ядро увеличены в размерах. Полученная картина оказалась схожа с той, что обыкновенно наблюдается у пациентов с обсессивно-компульсивным расстройством; принимая к рассмотрению этот факт, ряд учёных предлагает считать гипертимезию специфической разновидностью ОКР. Соответствующий случай был изображён в одном из эпизодов медицинского телесериала «Доктор Хаус», где исключительная память больной была объяснена патологической одержимостью собственной жизнью. Кроме того, возникновение гипертимезии иногда гипотетически увязывается с нарушением способности мозга забывать информацию.